# Габропорфирит
Габропорфирит је базична магматска стена, ашистни жични еквивалент габра. Настаје кристализацијом базичне магме у пукотинама у Земљиној кори.
Минерали који изграђују габропорфирит су:
- базични плагиоклас,
- клинопироксен,
- ортопироксен,
- оливин.

Структура габропорфирита је порфироидна, док је његова текстура масивна. Јављају се у виду танких и дугих жица, које секу или матични плутон, или стене непосредне околине.